# Andrzej Meyer (podpułkownik)

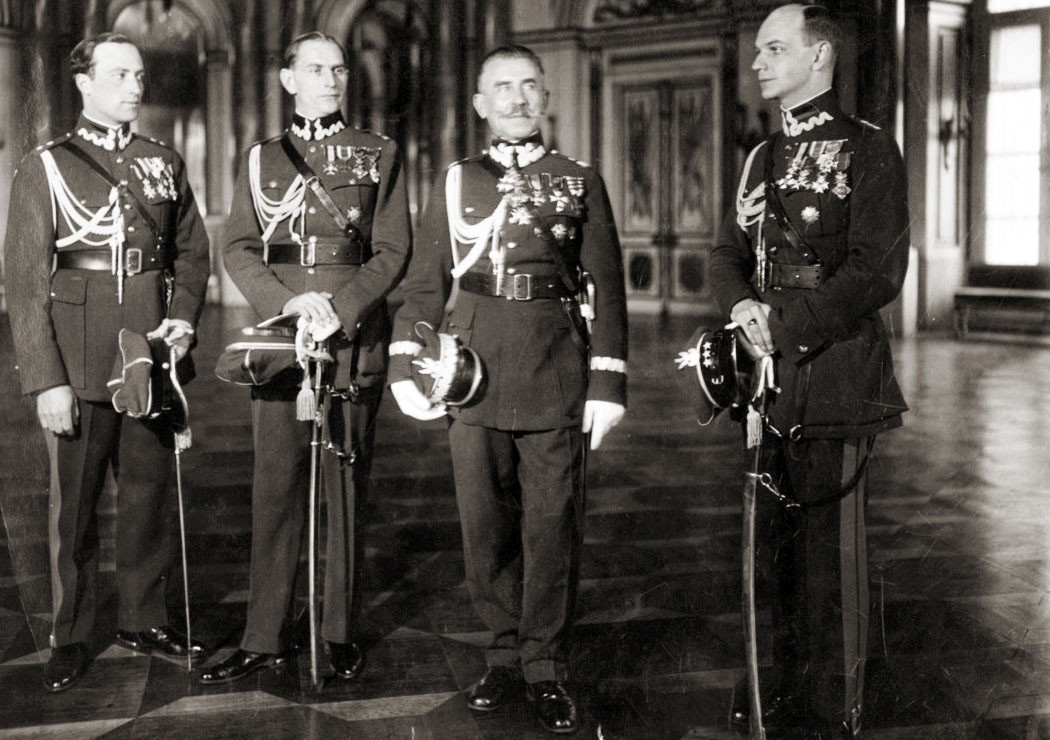
Adiutantura prezydenta RP Stanisława Wojciechowskiego: od lewej por. Tomasz Łaszkiewicz, mjr Andrzej Meyer, gen. Mariusz Zaruski i kpt. Leon Horodecki (1925)

Andrzej Meyer (ur. 8 kwietnia 1893 w Krakowie, zm. 1940 w ZSRR) – podpułkownik broni pancernych Wojska Polskiego, adiutant prezydenta RP, ofiara zbrodni katyńskiej.

## Życiorys
Urodził się 8 kwietnia 1893 w rodzinie Jana i Heleny z Pochwalskich. Miał brata Jana, także legionistę.
W rodzinnym Krakowie ukończył szkołę średnią i Wyższą Szkołę Realną. Od 1913 był członkiem Związku Strzeleckiego. Po wybuchu I wojny światowej w 1914 wstąpił do Legionów Polskich. Służył w 1 pułku piechoty, później w sztabie I Brygady Legionów Polskich i w jej szeregach przeszedł szlak bojowy. Później odkomenderowany do Komendy Legionów, został kierowcą samochodu sztabowego. 1 stycznia 1917 został awansowany do stopnia chorążego samochodowego. W wyniku kryzysu przysięgowego z lipca 1917 służył w ramach Polskiego Korpusu Posiłkowego. Po bitwie pod Rarańczą z lutego 1918 został internowany w obozie w Dułowie (węg. Dulfalva) na Zakarpaciu, a następnie wcielony do c. i k. armii, w której był do września 1918, w tym został skierowany na front włoski. U schyłku wojny, we wrześniu 1918 powrócił na teren Galicji.
W listopadzie 1918 został przyjęty do Wojska Polskiego. Od połowy grudnia 1918 służył w DOGen. Kraków, a od stycznia 1919 był organizatorem Oddziału IV. Został dowódcą kolumny samochodowej Naczelnego Dowództwa Wojska Polskiego. Podczas wojny polsko-bolszewickiej 1920 był dowódcą kolumny samochodowej Naczelnika Państwa i Naczelnego Dowództwa. W sierpniu 1920 dokonał zdobycia dwóch dział, 5 karabinów maszynowych i 20 wozów taborowych.
Po wojnie został awansowany do stopnia kapitana samochodowego ze starszeństwem z dniem 1 czerwca 1919, a następnie do stopnia majora samochodowego ze starszeństwem z dniem 1 lipca 1923. W latach 1923–1925 jako oficer nadetatowy 1 dywizjonu samochodowego pełnił służbę w Kwaterze Wojskowej Prezydenta Rzeczypospolitej: w 1923 jako szef służby samochodowej przybocznej prezydenta RP Stanisława Wojciechowskiego. W czerwcu 1924 został przesunięty na stanowisko I adiutanta przybocznego Prezydenta RP. Od 1926 był komendantem kwatery w Gabinecie Wojskowym Prezydenta RP Ignacego Mościckiego. W grudniu 1927 został przeniesiony do 8 dywizjonu samochodowego w Bydgoszczy na stanowisko zastępcy dowódcy dywizjonu. W 1932 był komendantem kadry 8 dywizjonu samochodowego. 27 czerwca 1935 został awansowany na stopień podpułkownika ze starszeństwem z dniem 1 stycznia 1935 z 1 lokatą w korpusie oficerów samochodowych. Jako komendant kadry wydał 5 października 1935 rozkaz o reorganizacji 8 batalionu pancernego i 25 października 1935 został jego dowódcą. Od września 1937 do 1939 był dowódcą 3 batalionu pancernego w Warszawie. Pełnił funkcję II wiceprezesa Związku Legionistów Polskich w Bydgoszczy.
Po wybuchu II wojny światowej i agresji ZSRR na Polskę z 17 września 1939 na terenach wschodnich II Rzeczypospolitej został aresztowany przez Oddział Specjalny Frontu Ukraińskiego. W 1940 został zamordowany w więzieniu NKWD w Kijowie przy ul. Karolenkiwskiej 17. Jego nazwisko znalazło się na tzw. Ukraińskiej Liście Katyńskiej opublikowanej w 1994 (został wymieniony na liście wywózkowej 42-179 oznaczony numerem 1913 i dosłownie wskazany jako Mejer). Ofiary tej części zbrodni katyńskiej zostały pochowane na otwartym w 2012 Polskim Cmentarzu Wojennym w Kijowie-Bykowni. Grób symboliczny Andrzeja Meyera ustanowiono na cmentarzu Powązkowskim (kwatera 284a wprost-1-2).

## Ordery i odznaczenia
- Krzyż Srebrny Orderu Wojskowego Virtuti Militari nr 6880 (1922)[16]
- Krzyż Niepodległości (9 listopada 1931)[17]
- Krzyż Walecznych
- Złoty Krzyż Zasługi (11 listopada 1937)[18][19]
- Krzyż Komandorski Orderu Piusa IX (Watykan)
- Krzyż Komandorski Orderu Św. Sawy (Królestwo Serbów, Chorwatów i Słoweńców)
- Krzyż Oficerski Orderu Gwiazdy Rumunii (Rumunia)
- Krzyż Oficerski Orderu Korony Włoch (Włochy)
- Krzyż Kawalerski Orderu Korony Belgijskiej (Belgia)
- Krzyż Kawalerski Legii Honorowej (Francja)